# Margrit Rustow
Margrit Rustow (* 14. Mai 1925 als Marguerite Wreschner in Frankfurt am Main; † 19. Dezember 2014 in New York City) war eine deutschamerikanische Psychotherapeutin und Zeitzeugin. In der Zeit des Nationalsozialismus wurde sie wegen ihrer jüdischen Herkunft in den Niederlanden verhaftet, in das KZ Ravensbrück verschleppt und verrichtete Zwangsarbeit im Siemenslager Ravensbrück. Nach dem Krieg emigrierte sie in die Vereinigten Staaten und wirkte auch als Zeitzeugin.

## Leben
Der Vater war Teilhaber einer Metall- und Erzfirma. Die Kinder wurden streng orthodox-religiös im jüdischen Glauben erzogen. Die Quotierung durch das Gesetz gegen die Überfüllung deutscher Schulen und Hochschulen stellte den Übergang der zehnjährigen Tochter auf ein Gymnasium infrage. 1935 wanderte die Familie nach Amsterdam aus. Der Vater verstarb und einige Familienmitglieder flüchteten weiter nach Übersee. Margrit blieb mit ihrer Mutter und Geschwister in den Niederlanden. Die Geschwister kamen in verschiedenen Wohnungen unter und mussten sich wiederholt verstecken, um Razzien zu entgehen.

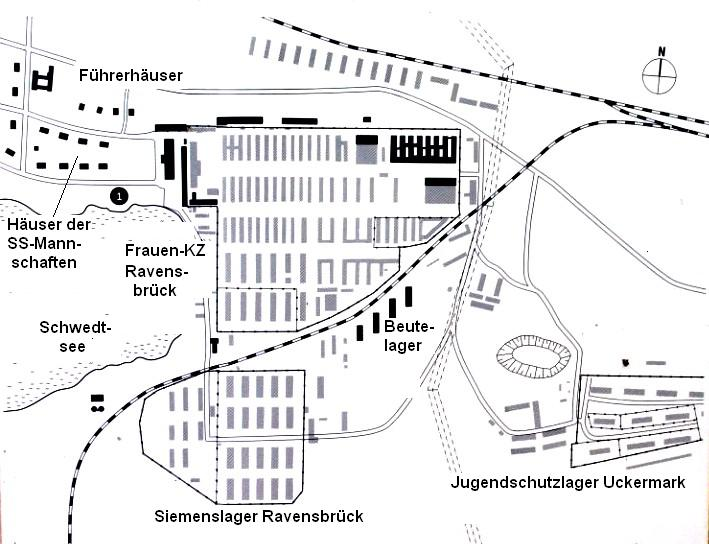
Lageplan vom KZ Ravensbrück um 1945

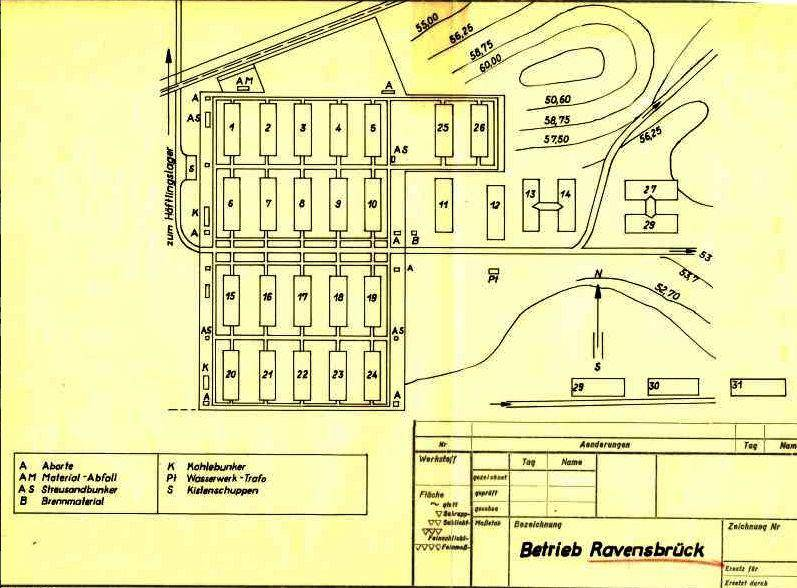
Lageplan des Siemenslagers Ravensbrück südlich des Stammlagers des KZ Ravensbrück

### Verhaftung und Verschleppung in das KZ Ravensbrück
Nach der Besetzung der Niederlande durch die Nationalsozialisten wurden bis Mitte 1942 alle wesentlichen antijüdischen Maßnahmen und Gesetze eingeführt, die in Deutschland galten. Marguerites Bruder wurde in das KZ Bergen-Belsen verschleppt. Marguerite, ihre Schwester Charlotte und die Mutter Friederike wurden ebenfalls verhaftet und in das Durchgangslager Westerbork gebracht. Anfang 1944 kamen sie mit einem Zugtransport in das Frauenkonzentrationslager Ravensbrück. Die Frauen bekamen ihre Häftlingsnummer und eine blau-grau gestreifte Haftkleidung mit dem Judenstern. Vier Wochen blieben sie im Quarantäneblock in einer separaten Baracke.

### Zwangsarbeit im Siemenslager Ravensbrück
Margrit meldete sich freiwillig für die Arbeit bei Siemens, wo sie in Halle 12 unter der Leitung des Siemensangestellten Stöber arbeitete. Ihre Arbeit bestand darin, Widerstände aus Kohlenstaub herzustellen, Draht auf Spulen zu wickeln und diese anschließend in Lack zu tauchen. In den Siemens-Werkstätten waren Siemensangestellte für die Qualität und das Pensum zuständig, SS-Aufseherinnen führten Aufsicht.
Ihre Schwester Charlotte bestand den Eignungstest für die Arbeit im Siemenslager ebenfalls, die Mutter nicht. Charlotte arbeitete in der Tagschicht von 06:00 bis 18:00 Uhr, Margrit dagegen im wöchentlichen Wechsel nachts und am Tag. Marguerite wurde auch aufgrund ihrer Sprachkenntnisse Vorarbeiterin. Während die Mutter und Schwester zerschossene SS-Uniformen wieder herrichteten, bestand Margrits Arbeit darin, elektrische Widerstände zusammenzubauen.

### Siemenslager Ravensbrück erhält eigene Wohnbaracken
Da das Stammlager aufgrund der Räumung der Konzentrationslager im Osten immer voller wurde – die Baracken waren inzwischen statt mit 100 mit ca. 500 KZ-Insassinnen belegt – wurden Ende 1944 Wohnbaracken neben den Werkhallen errichtet. Die Lebenssituation im Siemenslager verbesserte sich deutlich im Vergleich zum Stammlager.

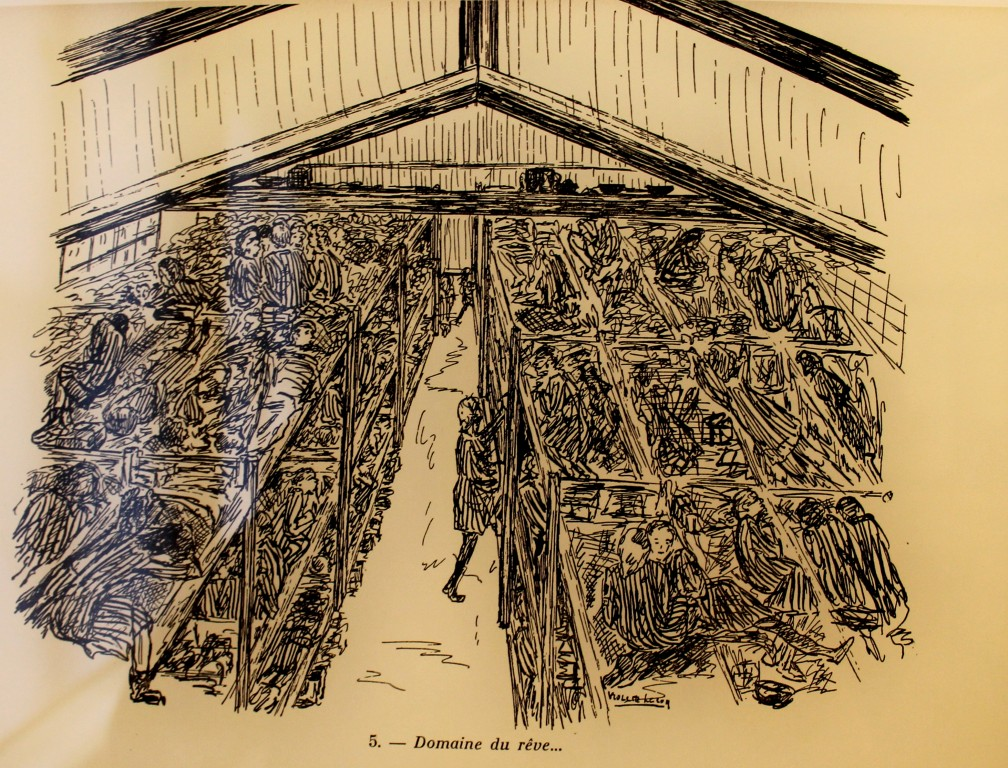
Ende 1944, Überfüllte Baracken aufgrund der Evakuierung der KZ im Osten

Es war vorteilhaft für die Schwestern, dass sie zusammen waren und sich gegenseitig unterstützen konnten. Pro Monat durften die Häftlinge einen Brief schreiben, Einzelheiten und die Wahrheit über ihr Befinden durften sie nicht mitteilen.  Sie konnten Pakete empfangen, die jedoch von den SS-Aufseherinnen kontrolliert und oft geplündert wurden. Ein Essenspaket für ihre kranke, extrem abgemagerte vor dem Hungertod stehende Mutter kam zu spät. Vor ihrem Tod durften Marguerite und Charlotte ihre Mutter, die am 8. Januar 1945 starb, noch einmal sehen.

### Theresienstadt
Ende Januar 1945, als die deutsche Kriegsniederlage absehbar war, wurde der Abmarsch zum  KZ Theresienstadt angekündigt. Die dafür ausgesuchten Häftlinge wurden ärztlich untersucht und Marguerite, Charlotte und drei weitere Häftlinge kamen in normalen Zügen und Wehrmachtszügen über Berlin und Prag in das Lager „Theresienstadt“ transportiert. Hier wurden sie von SS-Obersturmbannführer Adolf Eichmann und vier weiteren SS-Offizieren verhört.

### Die Befreiung und die Rückkehr nach Hause
Am 9. Mai 1945 befreiten sowjetische Soldaten das KZ Theresienstadt und das Rote Kreuz übernahm das Lager. Marguerite und Charlotte machten sich in den folgenden Wochen auf den Weg zurück in die Niederlande. Hier erfuhren sie, dass ihr Bruder und seine Familie an Typhus im KZ Bergen-Belsen gestorben waren.
Sie mussten lernen, wieder ein normales Leben zu führen; ihr Haus wurde zu einem Anlauf- und Treffpunkt der Angehörigen und Freunde, die aus den Konzentrationslagern zurückkehrten. Viele ihrer Schulfreunde hatten nicht überlebt.
Margrit erhielt in Genf ein Stipendium für ein einjähriges Studium und arbeitete mit jüdischen Kindern, die im Krieg ihre Eltern verloren hatten. 1947 besuchte sie ihre Geschwister in den USA; daraufhin emigrierten Margrit und Charlotte nach Amerika. Hier setzte sie ihre Arbeit mit Kindern und auch ihr Studium fort. 1949 gingen beide nach Israel. Ihre Schwester wurde später Vize-Bürgermeisterin von Jerusalem. 1956 kehrte Margrit wieder nach Amerika zurück, und nach einem Studium arbeitete sie als Psychotherapeutin und Psychoanalytikerin – auch um ihre Vergangenheit aufzuarbeiten. Sie heiratete einen gebürtigen Berliner und lebte und arbeitete als Margrit Wreschner-Rustow in New York. Dort ist sie am 19. Dezember 2014 verstorben.